# Catalpa bungei
Манџуријска каталпа (Catalpa bungei) листопадно је дрво из рода Catalpa, односно из породице Bignoniaceae. Аутохтона је врста из Кине. Примерке ове врсте први је прикупио руски ботаничар Александар Бунге, а касније их је први описао Карл Мејер. 
Цветови су груписани у метлице, имају облик звончића, густо су распоређени и специфични су по бројним ружичастим тачкицама. Као и цео род, и Манџуријска каталпа има крупне и срцолике листове, а плод је дугуљаста чаура унутар које се налазе низови семена. Значајан је култивар у Кини, где се користи као украсно парковско дрво, али и као индустријско дрво.  